# Heinrich von Handel-Mazzetti
Heinrich svobodný pán von Handel-Mazzetti (6. ledna 1806 Bad Mergentheim, Německo – 1. května 1887 Vídeň) byl rakousko-uherský generál. V rakouské armádě sloužil od roku 1824, vystřídal působiště v Itálii, Uhrách a rakouských zemích. V závěru své vojenské dráhy působil v armádní justici a v roce 1867 byl povýšen do hodnosti polního zbrojmistra. Svou kariéru završil jako prezident Nejvyššího vojenského soudního dvora (1873–1874). Tuto funkci zastával později i jeho syn Eduard von Handel-Mazzetti (1838–1898).

## Životopis
Pocházel ze staré německé rodiny nobilitované v 17. století. Narodil se jako druhorozený syn diplomata Paula Handela (1776–1847) povýšeného v roce 1819 do stavu svobodných pánů. Heinrich studoval v letech 1815–1824 na Technické vojenské akademii ve Vídni a v roce 1824 vstoupil do armády. Sloužil u různých posádek převážně v Itálii a postupoval v hodnostech (nadporučík 1829, rytmistr 1833, major 1841, podplukovník 1846). V revolučních letech 1848–1849 se vyznamenal v bojích proti maďarským povstalcům u Györu a Komárna. Během revoluce byl v roce 1848 povýšen na plukovníka.
V roce 1849 dosáhl hodnosti generálmajora a nadále sloužil v Itálii jako velitel brigády u 6. armádního sboru, poté byl velitelem v Klagenfurtu.. V roce 1854 byl povýšen na polního podmaršála a stal se velitelem divize u 9. armádního sboru. Později velel v Uhrách a nakonec byl velitelem ve Štýrsku. V roce 1864 byl povolán do Vídně jako zástupce velitele 2. armádního sboru Karla Thun-Hohensteina V letech 1865–1873 byl prezidentem vojenského odvolacího soudu (K.k. Militär Appellations Gericht) a v roce 1867 dosáhl hodnosti polního zbrojmistra. Nakonec byl v letech 1873–1874 prezidentem Nejvyššího vojenského soudního dvora (Oberster Militär-Gerichtshof). K datu 1. února 1874 byl penzionován a od té doby žil v soukromí.

## Tituly a ocenění
Spolu s otcem užíval od roku 1819 titul svobodného pána. V roce 1862 byl jmenován c. k. tajným radou s nárokem na oslovení Excelence. V roce 1867 byl jmenován doživotním členem rakouské Panské sněmovny a od roku 1869 byl čestným majitelem pěšího pluku č. 10. Předtím zastával v letech 1858–1869 čestnou funkci druhého majitele pěšího pluku č. 19 (formálně byl majitelem pluku korunní princ Rudolf, který se však teprve v roce 1858 narodil. Během vojenské kariéry obdržel také několik ocenění, byl nositelem Řádu železné koruny I. třídy, rytířem Leopoldova řádu s válečnou dekorací a držitelem Vojenského záslužného kříže. V zahraničí získal pruský Řád červené orlice I. třídy, mexický císařský Řád Guadalupe a papežský Řád svatého Řehoře Velikého.

## Rodina
V roce 1835 se v Miláně oženil s baronkou Karolinou Mazzetti (1814–1876) a na základě císařského majestátu z roku 1849 začal užívat jméno Handel-Mazzetti. Z jejich manželství pocházelo šest dětí, z nichž synové Gustav (1836–1896) a Heinrich (1839–1870) sloužili v armádě. Nejvyššího postavení dosáhl Eduard (1838–1898), který byl stejně jako otec polním zbrojmistrem a prezidentem Nejvyššího vojenského soudního dvora. Nejmladší syn Anton (1852–1913) byl právníkem a prezidentem krajského soudu ve Štýrském Hradci.
Jeho starší bratr Ludwig (1804–1864) sloužil také v rakouské armádě a dosáhl hodnosti generálmajora. Byl majitelem velkostatku se zámkem Hagenau v Horním Rakousku a zakladatelem starší rodové linie Handel-Mazzetti (Ludwigova a Heinrichova manželka byly sestry). V různých sférách veřejného života vynikli i jejich mladší nevlastní sourozenci z otcova druhého manželství. Maximilian (1809–1885) se uplatnil jako diplomat a byl dlouholetým rakouským vyslancem ve Württembersku (1848–1866). Další bratr Sigmund Handel (1812–1887) byl státním úředníkem a v politice se uplatnil jako poslanec rakouské Říšské rady. Nejmladší z bratrů Rudolf Handel (1821–1879) působil také ve státních úřadech, byl též poslancem Říšské rady a hornorakouského zemského sněmu.